# Frau Jordan stellt gleich
Frau Jordan stellt gleich ist eine deutsche Comedy-Fernsehserie des Video-on-Demand-Anbieters Joyn und des Fernsehsenders ProSieben nach einer Idee von Ralf Husmann mit Katrin Bauerfeind in der Haupt- und Titelrolle. Die Serie handelt von der Gleichstellungsbeauftragten Eva Jordan, die in Institutionen und an wechselnden Orten wie zum Beispiel bei der Feuerwehr oder im Altersheim versucht, die Gleichberechtigung und Gleichstellung von Frauen und Männern durchzusetzen.
Die dritte Staffel wurde am 18. November 2021 auf Joyn veröffentlicht, ab dem 5. Juli 2022 lief sie auf ProSieben.

## Handlung
Die Serie handelt von der Arbeit der Gleichstellungsbeauftragten Eva Jordan und ihren Mitarbeitern im Gleichstellungsbüro des Stadthauses. In der ersten Staffel bewirbt sie sich auch für die Bürgermeisterwahl.

## Besetzung
Hauptbesetzung
| Rolle                | Schauspieler      | Bemerkungen                                   |
| -------------------- | ----------------- | --------------------------------------------- |
| Eva Margarete Jordan | Katrin Bauerfeind | Gleichstellungsbeauftragte im Stadthaus       |
| Yvonne Papadakis     | Natalia Belitski  | Mitarbeiterin beim Gleichstellungsbüro        |
| Philip Stenzel       | Alexander Khuon   | Mitarbeiter beim Gleichstellungsbüro          |
| Renate Kimmlinger    | Mira Partecke     | Mitarbeiterin beim Gleichstellungsbüro        |
| Ingrid Sommerfeld    | Adina Vetter      | Stadtdirektorin, ab Staffel 2 Bürgermeisterin |

Nebenbesetzung
| Rolle            | Schauspieler    | Bemerkungen                                           |
| ---------------- | --------------- | ----------------------------------------------------- |
| Ludger Brinkmann | Ulrich Gebauer  | Bürgermeister, tritt am Ende der vierten Folge zurück |
| Herr Lippschitz  | Sascha Nathan   | Mitarbeiter im Stadthaus, Rollstuhlfahrer             |
| Herr Lüders      | Till Butterbach | Mitarbeiter im Stadthaus                              |
| Irmgard Schmidt  | Rita Feldmeier  | Sekretärin des/der Bürgermeisters/in                  |

### Gastauftritte
| Rolle              | Schauspieler             | Episode | Bemerkungen                                         |
| ------------------ | ------------------------ | ------- | --------------------------------------------------- |
| Ilona Bongartz     | Winnie Böwe              | 1       | Mitarbeiterin bei der Gärtnerei Handke              |
| Jette Erler        | Lilly Charlotte Dreesen  | 1       | Feministin                                          |
| Marcel Handke      | Mike Hoffmann            | 1       | Chef der Gärtnerei Handke                           |
| Jochen             | Jörg Westphal            | 1       | Mitarbeiter beim Grünflächenamt                     |
| Frau Hopf          | Antonia Holfelder        | 1       | ehemalige Mitarbeiterin bei der Gärtnerei Handke    |
| Frau Röwer         | Carmen-Maja Antoni       | 2       | Aktivistin                                          |
| Anastasias Mutter  | Marie Burchard           | 3       | Mutter im Kindergarten                              |
| Markus Brunner     | Arnel Tači               | 3       | Vater im Kindergarten                               |
| Frau Stenzel       | Victoria Trauttmansdorff | 3       | Mutter von Philip Stenzel                           |
| Jan Sommerfeld     | Guido Broscheit          | 3       | Mann von Ingrid Sommerfeld                          |
| Vincent Sommerfeld | Jerry James Wiest        | 3       | Sohn von Ingrid Sommerfeld                          |
| Marla              | Lumi Schumann            | 3       | Nichte von Renate Kimmlinger                        |
|                    | Johannes Quester         | 3       | Moderator der Pressekonferenz zur Bürgermeisterwahl |
| Frau Lowitz        | Katrin Wichmann          | 4       | Mitarbeiterin bei der Bauaufsicht                   |
| Nina               | Emilia Bernsdorf         | 5       | Praktikantin im Gleichstellungsbüro                 |
| Annabel Kerstin    | Inka Löwendorf           | 5       | Volleyball-Trainerin                                |
| Herr Münchow       | Sebastian Schwarz        | 5       | Gala-Organisator                                    |
| Sebastian Wellmann | Matthias Weidenhöfer     | 6–7, 9  | Unternehmer, kurze Affäre von Eva Jordan            |
| Vasall             | Tom Lass                 | 6       | Assistent von Ingrid Sommerfeld                     |
| Ferdinand          | Sebastian Fräsdorf       | 6       | Messeveranstalter                                   |
|                    | Lilli Fichtner           | 6       | Hostess                                             |
|                    | Frank Leo Schröder       | 6       | Drucker-Servicetechniker                            |
| Friedjoff Köhler   | Ole Fischer              | 7       | Vater in einer PEKiP-Gruppe                         |
| Frau Gerburg       | Berit Künnecke           | 7       | Leiterin einer PEKiP-Gruppe                         |
| Renate Gerber      | Luise Weiß               | 7       | Rezeptionistin                                      |
| Marco              | Hannes Wegener           | 7       | Seminarleiter                                       |
|                    | Maria Arnold             | 7       | Mutter in einer PEKiP-Gruppe                        |
| Susanne Wolff      | Lena Schmidtke           | 8       | Bewerberin für die Feuerwehr                        |
| Nadine             | Helen Woigk              | 8       | Feministin                                          |
| Herr Walter        | Andreas Schröders        | 8       | Leiter der Feuerwehr                                |
| Herr Nüssler       | Axel Werner              | 9       | Rentner                                             |
| Frau Lindolf       | Denise M’Baye            | 9       | Vertretungsmitarbeiterin in der Verkehrsplanung     |
| Alwin Trappe       | Andreas Leupold          | 9       | Bauunternehmer                                      |
| Frau Jordan        | Swetlana Schönfeld       | 10      | Mutter von Eva Jordan                               |
| Rainer             | Kai Albrecht             | 10      | Ehemann                                             |
| Alex               | Jaime Krsto Ferkic       | 10      | Ehefrau                                             |
|                    | Sanne Schnapp            | 10      | Standesbeamtin                                      |

## Produktion und Ausstrahlung
Ende März 2019 wurde bekannt, dass der Stromberg-Autor und Produzent Ralf Husmann eine Comedyserie mit dem Arbeitstitel Frau Jordan stellt gleich für die Streaming-Plattform Joyn realisiert hat. Die titelgebende Hauptrolle soll durch Katrin Bauerfeind verkörpert werden. Die Dreharbeiten der ersten Staffel mit zehn Folgen fanden vom 13. März bis zum 18. Mai 2019 in Berlin statt.
Ab dem 23. September 2019 veröffentlichte die Streaming-Plattform Joyn immer zwei Folgen im wöchentlichen Abstand.  Zuvor fand am 17. September 2019 ein Screening der Folgen 2, 4 und 8 in Berlin statt. Die TV-Ausstrahlung lief ab dem 1. April 2020 in Doppelfolgen auf ProSieben. Simultan fand die Ausstrahlung in Ultra-HD auf UHD1 statt. Aufgrund von niedrigen Einschaltquoten wurden am 22. April 2020 die letzten vier Folgen hintereinander ausgestrahlt.
Noch vor der TV-Ausstrahlung der ersten Staffel wurde eine zweite Staffel bestätigt, die Dreharbeiten begannen am 18. März 2020 in Berlin. Die Veröffentlichung der zweiten Staffel folgte am 5. November 2020 auf Joyn, ab dem 14. Juli 2021 wurde sie auf ProSieben ausgestrahlt.
Im Januar 2021 wurde die Serie um eine dritte Staffel verlängert und im Juni 2021 begannen die Dreharbeiten. Am 18. November 2021 wurde die dritte Staffel auf Joyn veröffentlicht und lief ab dem 5. Juli 2022 auf ProSieben.
Die erste Staffel wurde von den Produktionsfirmen W&B Television und SevenPictures Film unter der Regie von Felix Stienz und Fabian Möhrke produziert. Die zweite und dritte Staffel wurde von der Berliner Produktionsfirma MadeFor in Zusammenarbeit mit der SevenPictures Film produziert.

## Episodenliste
Am 23. September 2019 wurden die zwei ersten Folgen auf Joyn veröffentlicht. Wöchentlich erschienen zwei weitere Folgen.
| Nr. | Originaltitel                  | Erstveröffentlichung | Regie         | Drehbuch                     |
| --- | ------------------------------ | -------------------- | ------------- | ---------------------------- |
| 1   | Titten und Taten               | 23. Sep. 2019        | Felix Stienz  | Ralf Husmann                 |
| 2   | Nazis und Neuwahlen            | 23. Sep. 2019        | Felix Stienz  | Ralf Husmann                 |
| 3   | Ritterinnen und Cowgirls       | 30. Sep. 2019        | Felix Stienz  | Ralf Husmann                 |
| 4   | Lesben und Katholikinnen       | 30. Sep. 2019        | Fabian Möhrke | Ralf Husmann                 |
| 5   | Hintern und Arschlöcher        | 7. Okt. 2019         | Fabian Möhrke | Ralf Husmann, Anneke Janssen |
| 6   | Menstruation und Machos        | 7. Okt. 2019         | Felix Stienz  | Ralf Husmann, Elena Senft    |
| 7   | Pick-up und PEKiP              | 14. Okt. 2019        | Fabian Möhrke | Ralf Husmann, Anneke Janssen |
| 8   | Femen und Feuerwehr            | 14. Okt. 2019        | Fabian Möhrke | Ralf Husmann, Sarah Palma    |
| 9   | Randgruppen und Rentner        | 21. Okt. 2019        | Fabian Möhrke | Ralf Husmann                 |
| 10  | Siegerinnen und Verliererinnen | 21. Okt. 2019        | Fabian Möhrke | Ralf Husmann                 |

Am 5. November 2020 wurde auf Joyn die komplette zweite Staffel veröffentlicht.
| Nr. | Originaltitel     | Erstveröffentlichung | Regie        | Drehbuch     |
| --- | ----------------- | -------------------- | ------------ | ------------ |
| 11  | Das I-Team        | 5. Nov. 2020         | Erik Haffner | Ralf Husmann |
| 12  | Stadtkönigin      | 5. Nov. 2020         | Erik Haffner | Ralf Husmann |
| 13  | Die Konferenz     | 5. Nov. 2020         | Erik Haffner | Ralf Husmann |
| 14  | Die Büttenrede    | 5. Nov. 2020         | Erik Haffner | Ralf Husmann |
| 15  | Das Mobbingopfer  | 5. Nov. 2020         | Erik Haffner | Ralf Husmann |
| 16  | Die Stadtspatzen  | 5. Nov. 2020         | Michael Binz | Ralf Husmann |
| 17  | Schwule und Syrer | 5. Nov. 2020         | Michael Binz | Ralf Husmann |
| 18  | Der Kita-Soldat   | 5. Nov. 2020         | Michael Binz | Ralf Husmann |
| 19  | Schwarz und Weiß  | 5. Nov. 2020         | Michael Binz | Ralf Husmann |
| 20  | Die Agentur       | 5. Nov. 2020         | Michael Binz | Ralf Husmann |

Die dritte Staffel ist seit dem 18. November 2021 auf Joyn+ verfügbar:
| 21 | Der, die das Neue     | 18. Nov. 2021 |
| 22 | Falsche Bilder        | 18. Nov. 2021 |
| 23 | Vorurteile            | 18. Nov. 2021 |
| 24 | Die Rückkehr          | 18. Nov. 2021 |
| 25 | Netzwerke             | 18. Nov. 2021 |
| 26 | Wendepunkt            | 18. Nov. 2021 |
| 27 | Eine Frage des Alters | 18. Nov. 2021 |
| 28 | Deals                 | 18. Nov. 2021 |
| 29 | Der Preis             | 18. Nov. 2021 |
| 30 | Der Ausschuss         | 18. Nov. 2021 |

## Rezeption

### Kritik
Die Kritiken zur Serie sind eher positiv. So wird vor allem die Schauspielleistung Katrin Bauerfeinds und der restlichen Hauptbesetzung gelobt. Negativ aufgenommen wurden die klischeehaften und eindimensionalen Charaktere, wie die des Bürgermeisters.

„Von den Serienstarts des Jahres dürfte ‚Frau Jordan stellt gleich‘ sicher zu den unterhaltsamsten gehören.“

„Es ist mutig, eine solche Serie zu kreieren, deren Gender-Themen seit vielen Jahren in der Gesellschaft so hitzig diskutiert werden. […] Zumindest öffnet die Serie den Diskurs auf einer neuen Ebene.“

„Die Autorin, Entertainerin und Moderatorin brilliert auch als Schauspielerin in der Rolle, die ihr auf den Leib geschrieben wurde. Zu Gute kommt ihr dabei natürlich die hohe Gagdichte, der trockene Humor und der Wortwitz aus der Feder von Ralf Husmann. Davon profitiert auch der Rest des gut zusammengestellten Casts, der im Übrigen ganz gezielt mehrheitlich aus Frauen besteht.“

„Auch wenn die notwendige Leichtigkeit stellenweise flöten geht, muss sich ‚Frau Jordan stellt gleich‘ nicht vor der männlichen Joyn-Comedy ‚jerks‘ verstecken – auch, wenn deutlich weniger Lacher geboten werden.“

„Selten war #metoo lebensbejahender und zukunftsoptimistischer als in dieser Serie.“

„‚Frau Jordan stellt gleich‘ sorgt nicht nur für Lacher, sondern regt gleichzeitig zum Überdenken der eigenen Verhaltensweisen im Alltag an. Einfühlsam und auf Augenhöhe mit dem Publikum.“

„Frau Jordan stellt gleich ist der peinliche Versuch des Showrunners Ralf Husmann (Stromberg), sich seinem Publikum mit #MeToo-Witzen, ‚Man wird das ja wohl noch sagen dürfen‘-Sprüchen und Kalauern des vergangenen Jahrhunderts anzubiedern.“

### Auszeichnungen
- Deutscher Comedypreis
  - 2020: Nominierung in der Kategorie Beste Comedy-Serie
- Deutscher Fernsehpreis
  - 2020: Nominierung in der Kategorie Beste Comedy-Serie
  - 2020: Nominierung in der Kategorie Bestes Buch Fiktion für Ralf Husmann

### Einschaltquoten (ProSieben)
| Staffel | Folge | Ausstrahlung (ProSieben) | Zuschauer | Zuschauer       | Marktanteil | Marktanteil     | Quelle        |
| Staffel | Folge | Ausstrahlung (ProSieben) | Gesamt    | 14 bis 49 Jahre | Gesamt      | 14 bis 49 Jahre | Quelle        |
| ------- | ----- | ------------------------ | --------- | --------------- | ----------- | --------------- | ------------- |
| 1       | 1     | 1. Apr. 2020             | 1,11 Mio. | 0,73 Mio.       | 3,2 %       | 7,2 %           | [ 19 ]        |
| 1       | 2     | 1. Apr. 2020             | 0,97 Mio. | 0,65 Mio.       | 2,8 %       | 6,5 %           | [ 19 ]        |
| 1       | 3/4   | 8. Apr. 2020             | 0,80 Mio. | 0,49 Mio.       | 2,4 %       | 5,3 %           | [ 20 ]        |
| 1       | 5/6   | 15. Apr. 2020            | 0,80 Mio. | 0,50 Mio.       | 2,3 %       | 4,8 %           | [ 21 ]        |
| 1       | 7/8   | 22. Apr. 2020            | 0,63 Mio. | 0,40 Mio.       | 2,0 %       | 4,5 %           | [ 22 ] [ 23 ] |
| 1       | 9/10  | 22. Apr. 2020            | 0,71 Mio. | 0,45 Mio.       |             | 5,0 %           | [ 22 ] [ 23 ] |